# Leucadendron arcuatum
Espèce
Leucadendron arcuatum est une espèce sud-africaine de plantes à fleurs de la famille des Proteaceae. C'est un arbuste à fleurs qui fait partie du fynbos.

## Galerie

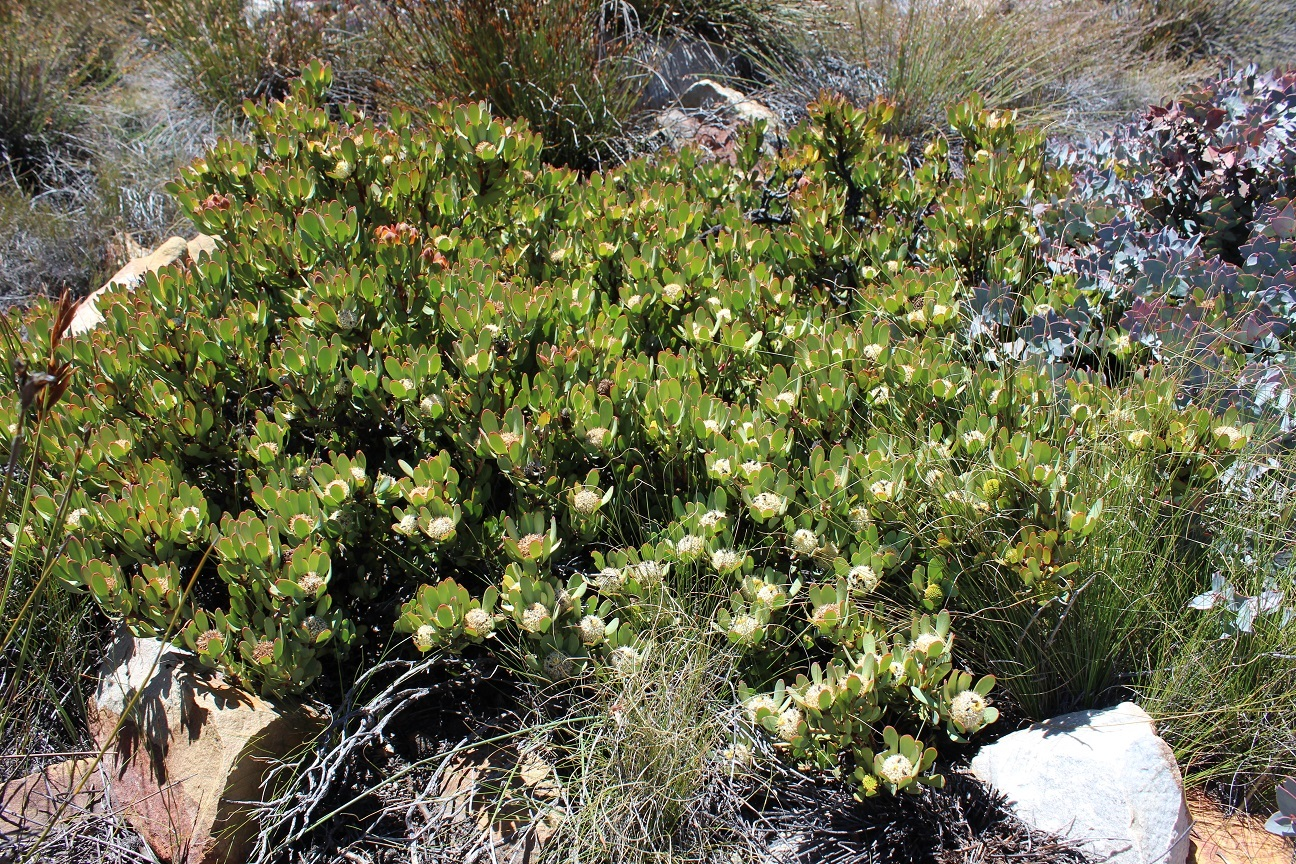
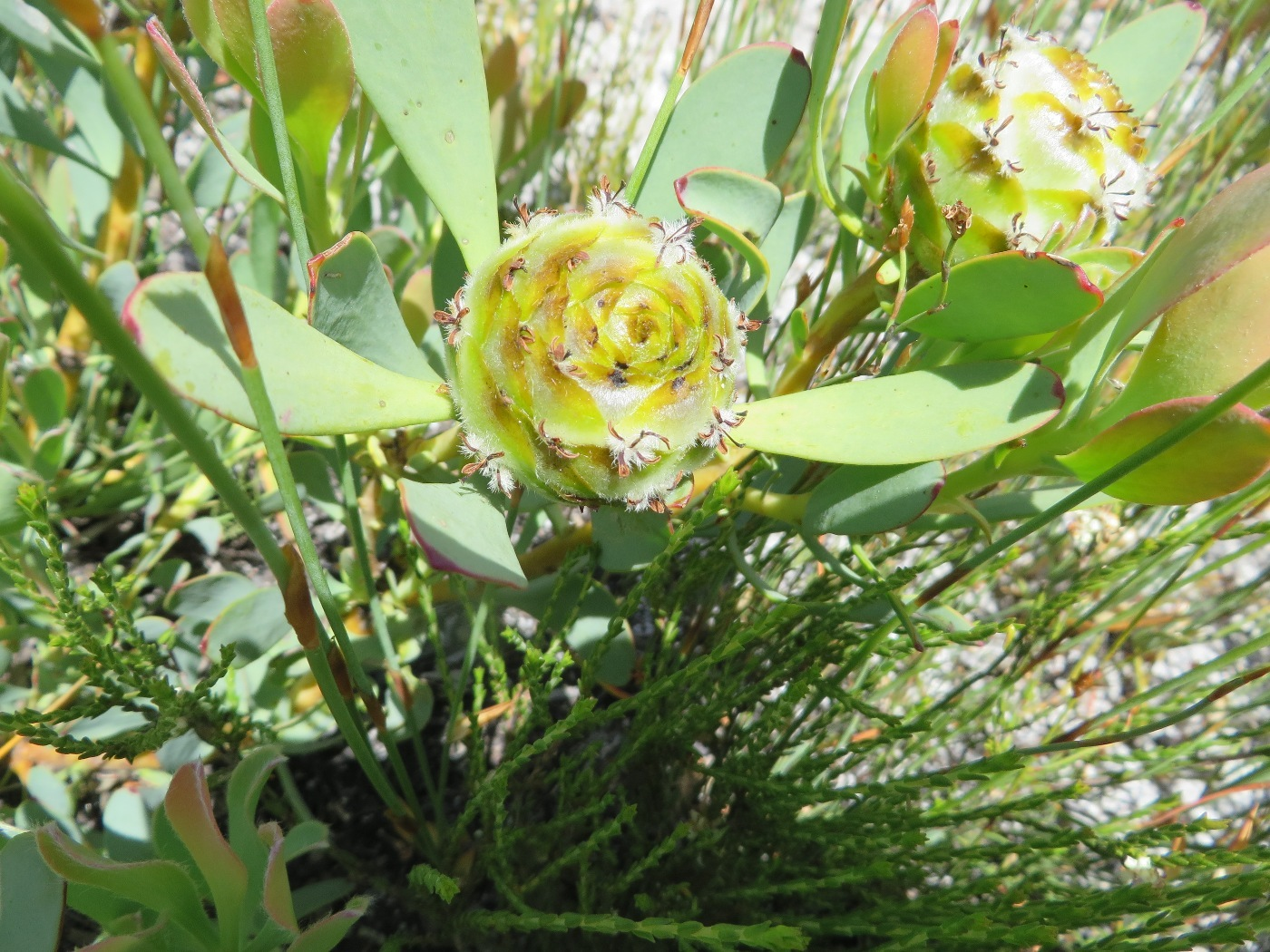
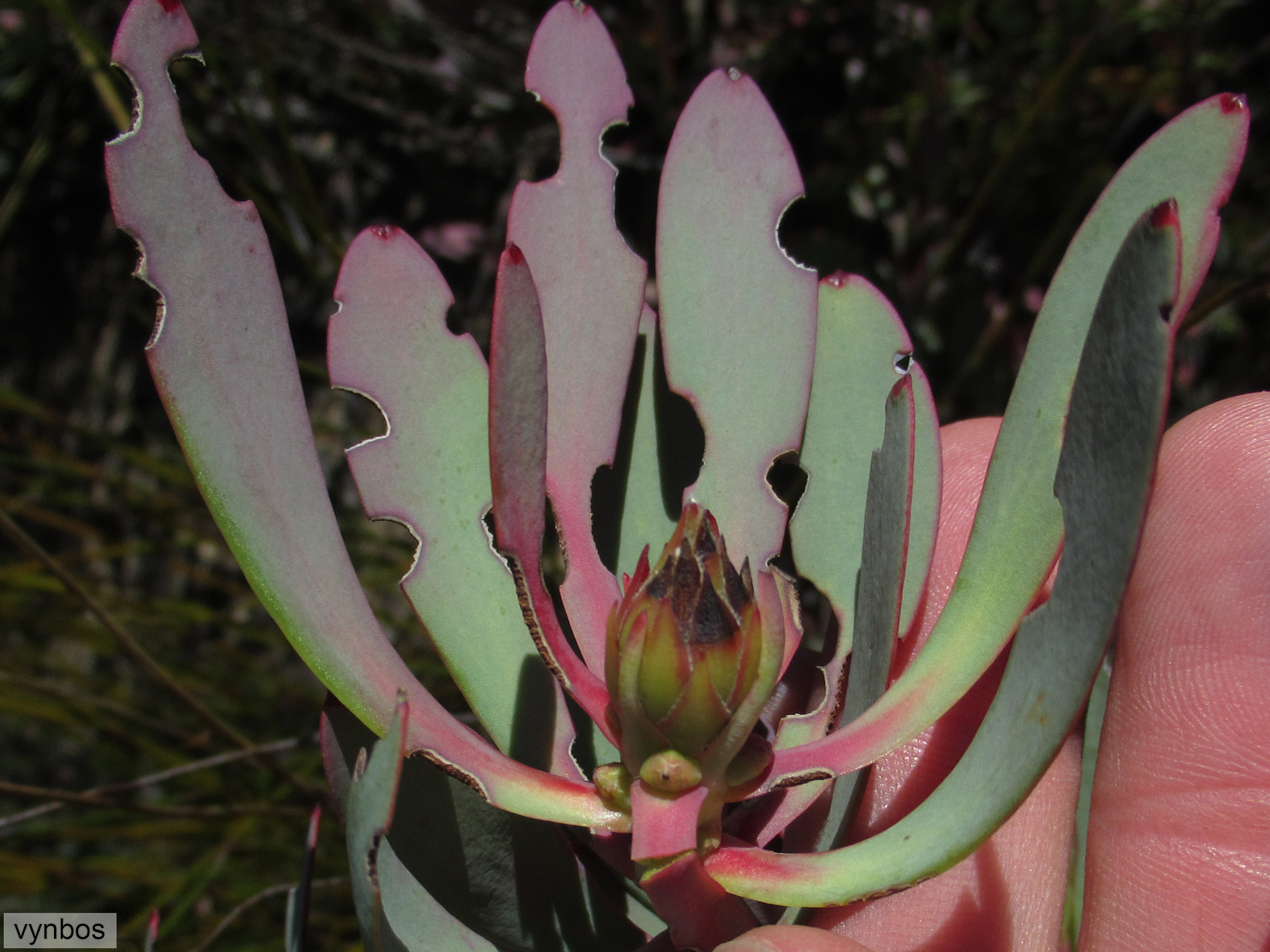

## Description
Leucadendron arcuatum atteint 1,3 m de hauteur et porte des fleurs de septembre à octobre. Cette espèce n'est pas étroitement apparentée à d'autres, et se distingue par le fait qu'elle est la seule espèce à fruits à coque de grande taille à avoir de nombreuses tiges. Elle possède des feuilles spatulées, obtuses, glabres et plutôt épaisses, des bractées basales étroitement triangulaires et des têtes mâles globuleuses. Elle diffère de L. loranthifolium qui est un arbuste érigé, avec des branches se développant à partir d'une seule tige en bas, avec des bractées basales ovales et des têtes mâles aplaties en haut. L. bonum, une espèce rare de Gideon's Kop, a des feuilles spatulées de forme assez similaire et également de nombreuses bractées basales aiguës, mais diffère par le fait qu'elle naît d'une seule tige au sol et qu'elle a des feuilles argentées-pubescentes et des bractées basales pubescentes.

## Répartition et habitat
Leucadendron arcuatum endémique d'Afrique du Sud où cette plante est présente dans les contrées suivantes : Cederberg, Olifants River, Kouebokkeveld Mountains, Groot Winterhoek, Elandskloof, Hexrivierberge, Keeromsberg et Kwadouwberge. Elle fait partie du fynbos caractéristique du bush, la brousse, végétation tropicale arbustive de ces régions.

## Dénominations
Leucadendron arcuatum est communément dénommé Red-edge conebush en anglais, et Kruiptolbos en afrikaans.

## Systématique
Le nom correct complet (avec auteur) de ce taxon est Leucadendron arcuatum (Lam.) I.Williams (d).
L'espèce a été initialement classée dans le genre Protea sous le basionyme Protea arcuata Lam..
Leucadendron arcuatum a pour synonymes :
- Gissonia collina Knight
- Leucadendron crassifolium R.Br.
- Leucadendron crassulaefolium (Salisb. ex Knight) I.Williams
- Leucadendron crassulaefolium R.O.Williams
- Leucadendron crassulifolium (Knight) Williams
- Leucadendron parviflorum Druce
- Leucadendron spathulatum H.Buek
- Leucadendron spathulatum H.Buek ex Meisn.
- Leucadendron spathulatum R.Br.
- Protea arcuata Lam.
- Protea crassifolia Poir.
- Protea crassulifolia Knight
- Protea mutica Poir.
- Protea obliqua Thunb.
- Protea parviflora L.
- Protea spathulata Kuntze